# A Turma da Pesada
A Turma da Pesada (creditada alternativamente como Carlos Imperial e a Turma da Pesada) foi um conjunto musical brasileiro do gênero pilantragem. O conjunto foi criado por Imperial como concorrente da A Turma da Pilantragem formada por Nonato Buzar.
O único disco do conjunto, Pilantrália, serviu como trilha sonora do filme O rei da pilantragem, também produzido por Imperial e dirigido por Jacy Campos.
Em nova formação, com as gêmeas cantoras Celia & Celma e o próprio Imperial, a Turma da Pesada fez incontáveis apresentações no eixo Rio-São Paulo.

## Discografia
| Nome        | Ano  | Selo       | Mídia |
| ----------- | ---- | ---------- | ----- |
| Pilantrália | 1968 | Parlophone | LP    |